# Barna bozótguvat
A barna bozótguvat vagy Lord-Howe szigeti guvat (Gallirallus sylvestris) a madarak osztályának darualakúak (Gruiformes) rendjébe, a guvatfélék (Rallidae) családjába tartozó faj.

## Rendszerezése
A fajt Philip Lutley Sclater angol ornitológus írta le 1869-ben, az Ocydromus nembe Ocydromus sylvestris néven. Sorolták a Tricholimnas nembe Tricholimnas sylvestris néven és a Hypotaenidia nembe Hypotaenidia sylvestris néven is.

## Előfordulása
Kizárólagosan az Ausztráliához tartozó, Lord Howe-szigeten honos, ott endemikus faj. A természetes élőhelye a szubtrópusi vagy trópusi síkvidéki esőerdők. Állandó, nem vonuló faj.

## Megjelenése
A hím testhossza 34–42 centiméter, a testtömege 410–780 gramm, a szárnyfesztávolsága 49–52 centiméter, a tojó kisebb, csak 32–37 centiméter, 330–615 gramm, 47–49 centiméter. Szárnya testméretéhez képest igen rövid.
Tolla egyszínű világosbarna, a hasán kicsit szürkés árnyalattal. Hosszú görbült csőre és lábai is barnák, hangja trombitaszerű.
Közeli rokona az alig ismert új-kaledóniai bozótguvatnak (Gallirallus lafresnayanus). Korábban ez a két faj alkotta a Tricholimnas nemet, melyet mára  közeli rokon Gallirallus nembe olvasztottak.
Hasonlóan közeli rokon fajához szárnyai visszafejlődtek (az új-kaledón fajé kevésbé), rövid farka viszont hosszabb, mint azé.

## Életmódja
A szigeti elszigeteltség és a ragadozók hiánya miatt röpképtelen.
A Lord-Howe szigeten a  különböző magasságban fekvő erdők lakója, a magasabban fekvő hegyi erdőktől, a sziget déli részein található száraz talajú, keménylombú erdőkig (melyek fő alkotónövénye a szintén endemikus Howea forsteriana pálma). Ez utóbbiakban gyakrabban fordul elő.
A sziget nedves esőerdeiben nem fordul elő.
Mint a Gallirallus fajok mindegyike, ez a faj is elsősorban állati eredetű anyagokkal táplálkozik. Elfogyasztja az erdők talaján talált rovarokat, gyűrűsférgeket, puhatestűeket és kisebb mennyiségben gyümölcsöket is. Felkeresi a szigeten fészkelő viharmadarak földbe kapart üregeit, ahol ha nincs otthon a  szülőmadár feltöri a tojásokat.

## Természetvédelmi helyzete
A Lord Howe-sziget 1788-as felfedezésekor gyakori madár volt a szigeten.
Még az 1800-as évek elején is előfordul a tengerszinttől a hegyi erdőkig mindenfelé. A 19. század közepétől azonban csak a hegyvidékeken maradt fenn, a síksági erdőkből kihalt. 
1969-re 20–25 egyede élt már csak a Mount Gower hegy erdeiben. 1978-ban egy másik, kisebb, 10–13 költőpárból álló kolóniájukat is felfedezték a sziget legmagasabb hegyén. A magashegységi életmód nem volt a legkedvezőbb a  fajnak (korábban nem élt ilyen magasságban), a halálozási ráta nagyon magas volt, mind a fiókák, mind a kifejlett madarak között. A nagyszámú elvadult disznó ugyanakkor megakadályozta, hogy alacsonyabban fekvő erdőkbe húzódjon le a populáció. 1980-ra megállapítást nyert, hogy a mortalitás olyan magas mértékű a nőstény egyedek között, hogy a legtöbb revírben csak magányos hímek vannak. Ekkor nekiálltak befogni a teljes vadon élő populációt, de miután ez sikerült kiderült, hogy csak 3 szaporodóképes, egészséges egyed van közöttük. A fogságban való tenyésztési program megkezdődött, amivel párhuzamosan nagy arányú irtóhadjáratot indítottak az elvadult disznók és macskák ellen a szigeten. Ezek kiirtása után 1981 és 1985 között a fogságban tartott egyedek szaporulatából 85 egyedet engedtek ismét szabadon. A 2002-es állománybecslés alapján 250-300 egyed élhet a szigeten.
A faj katasztrofális megritkulásának okai eléggé szerteágazóak. A fő oka a betelepített fajok vadászata. Először megjelentek a patkányok, majd a patkányok irtása végett meghonosított tasmán gyöngybagoly (Tyto castanops), mely előszeretettel vadászik fiatal guvatokra. A kihaláshoz a fajt a disznók juttatták a legközelebb. Mára a disznók kiirtása sikeres volt, a patkányok számát is sikerült jelentősen csökkenteni, de a  tasmán gyöngybagoly okozta fenyegetés továbbra is fennáll. Ezen felül a szigetlakók kutyái is okozhatnak esetileg problémákat.

## Fordítás
- Ez a szócikk részben vagy egészben  a   Waldralle című német Wikipédia-szócikk ezen változatának fordításán alapul.  Az eredeti cikk szerkesztőit annak laptörténete sorolja fel. Ez a jelzés csupán a megfogalmazás eredetét és a szerzői jogokat jelzi, nem szolgál a cikkben szereplő információk forrásmegjelöléseként.

## Külső hivatkozások
- Képek az interneten a fajról
- Információk a fajról (angol) Archiválva 2017. november 8-i dátummal a Wayback Machine-ben